# Tony Tucker
Tony Tucker (* 27. Dezember 1958 in Grand Rapids, Michigan) ist ein ehemaliger US-amerikanischer Profiboxer und IBF-Schwergewichtsweltmeister.

## Amateur
1979 wurde er US-amerikanischer Landesmeister im Halbschwergewicht, gewann die Goldmedaille bei den Panamerikanischen Spielen in San Juan und siegte beim Weltcup in New York.
Seine Bilanz war 115-6.

## Profikarriere
Tucker war ein sehr guter Boxer, er hatte eine gute Beinarbeit, einen guten Jab, war sehr schnell (besonders für seine Körpergröße und sein Gewicht), hatte enorme Schlagkraft, gute Nehmerfähigkeiten, viel Kondition und Kämpferherz. Er verstand es auch sehr gut seine enorme Reichweite einzusetzen.
Seine Profikarriere begann Tucker 1980. Er hatte Erfolge in den Anfangsjahren und war zu dieser Zeit bei Cedric Kushner unter Vertrag.
1984 schlug er Jimmy Young über 10 Runden nach Punkten; Young hatte seinen Zenit zu diesem Zeitpunkt allerdings schon weit überschritten und schon 14 Niederlagen. 1996 schlug er James Broad über 12 Runden nach Punkten. Am 30. Mai 1987 wurde er Weltmeister, als er gegen James Douglas um den vakanten IBF-Titel kämpfte. Nach anfänglichen Problemen konnte er dann den Kampf in der zehnten Runde durch Technischen K. o. für sich entscheiden. Beide Boxer zeigten eine äußerst starke Leistung. Nach Punkten war der Kampf zu diesem Zeitpunkt ausgeglichen.
Doch schon in seiner ersten Titelverteidigung am 1. August desselben Jahres musste er bei dem Vereinigungskampf gegen den damaligen WBA- und WBC-Weltmeister Mike Tyson den Gürtel wieder abgeben, er verlor deutlich nach Punkten, zeigte aber trotzdem eine gute Leistung.
Im Jahr 1991 besiegte Tucker den ehemaligen WBA-Cruisergewichts-Weltmeister Orlin Norris über 12 Runden nach Punkten. Dies gelang ihm auch ein Jahr später gegen Oliver McCall, dessen Kinn als eines der härtesten galt.
Sein Promoter Don King ermöglichte ihm noch weitere WM-Titelkämpfe: Am 8. Mai 1993 boxte er gegen WBC-Weltmeister Lennox Lewis und verlor ebenfalls klar nach Punkten, zeigte aber trotzdem wie schon im Kampf gegen Tyson eine gute Leistung. Hiervon konnte keine Rede mehr sein, als er am 8. April 1995 gegen den nicht besonders angesehenen Bruce Seldon um die vakante WBA-Krone antrat; nach Punkten zurückliegend, verlor er wegen einer Augenverletzung durch Abbruch in Runde acht.
Tucker hatte jetzt seinen Zenit schon weit überschritten, er war auch nicht mehr der Jüngste. Am 28. Juni 1997 boxte er im Alter von 38 Jahren gegen WBO-Weltmeister Herbie Hide, der ihn bereits in der zweiten Runde ausknockte.
Niederlagen musste er außerdem gegen Henry Akinwande, Orlin Norris (den er 1991 noch geschlagen hatte) nach Punkten und John Ruiz durch K. o. in Runde elf hinnehmen.
Seinen letzten Kampf bestritt er am 8. Mai 1998 gegen Billy Wright und gewann durch K. o. in der ersten Runde.